# A Prince in a Pawnshop
A Prince in a Pawnshop er en amerikansk stumfilm fra 1916 af Paul Scardon.

## Medvirkende
- Barney Bernard som David Solomon.
- Garry McGarry som Maurice.
- Bobby Connelly som Bobby.
- Charlotte Ives som Ethel.
- Edna Hunter som Mary Brown.